# Zwiki
A Zwiki egy könnyen használható és nagy tudású wiki program, mely a Zope webalkalmazás-kiszolgálóra épül. A GNU GPL licencű szabad szoftvert a Joyful Systems fejleszti a világ minden tájáról verbuválódott programozók segítségével, melyhez többek között magyar nyelvű kezelőfelület is rendelkezésre áll.

## Külső hivatkozások
- A Zwiki honlapja